# チェックメイト78
『チェックメイト78』（チェックメイト・セブンティー・エイトorななじゅうはち）は1978年10月6日から1979年3月9日まで朝日放送（ABCテレビ）とテレパックの制作により、テレビ朝日系列の金曜日21時～21時54分枠で放映したテレビドラマ。全22話。

## 概要
「刑事コロンボ」を模した倒叙推理ドラマ。主人公の佐賀警部もよれよれのレインコートを着ている。
番組の冒頭に英語のナレーションがあり、番組内容を説明する日本語字幕が映し出される。
ナレーション（字幕）の内容は、直接的にはチェスにおける「チェックメイト」の意味を説明したものであるが、この番組のタイトルを「チェックメイト」とした理由と、番組の内容を間接的に説明している。

## 出演者
- 松方弘樹（佐賀四郎警部役）
- 萩尾みどり（宮城刑事役）
- 財津一郎

## スタッフ
- 原案：鮎川哲也
- 脚本：放映リスト参照
- 演出：放映リスト参照
- 音楽：エラ・フィッツジェラルド
- 主題歌：アラバマに星落ちて、チーク・トゥ・チーク（歌：エラ・フィッツジェラルド、演奏：ルイ・アームストロング[1]）
- プロデューサー：山内久司（ABC）、中山和記（テレパック）

## 放映リスト
| 各話                                                     | 放送日         | サブタイトル             | 脚本                | 監督       | ゲスト（犯人役） | 視聴率 |
| -------------------------------------------------------- | -------------- | ------------------------ | ------------------- | ---------- | ---------------- | ------ |
| 第1話                                                    | 1978年10月06日 | 小さな孔を覗く警部       | 佐々木守            | 小田切成明 | 中尾彬           | 5.8%   |
| 第2話                                                    | 1978年10月13日 | 扉をたたく警部           | 鴨井達比古          | 藤田明二   | 大空真弓         | 7.1%   |
| 第3話                                                    | 1978年10月20日 | 徒然草を飾る警部         | 猪又憲吾            | 橋本信也   | 地井武男         | 6.7%   |
| 第4話                                                    | 1978年10月27日 | 竜の目を抜く警部         | 播磨幸治            | 小田切成明 | 佐分利信         | 7.4%   |
| 第5話                                                    | 1978年11月03日 | 警部と夜の訪問者         | 鴨井達比古          | 藤田明二   | 佐藤慶           | 5.3%   |
| 第6話                                                    | 1978年11月10日 | プロ野球に熱い警部       | 猪又憲吾            | 小田切成明 | 仲谷昇           | 6.3%   |
| 第7話                                                    | 1978年11月17日 | 警部と教授殺人事件       | 鴨井達比古 朝倉千筆 | 福本義人   | 内藤武敏         | 8.9%   |
| 第8話                                                    | 1978年11月24日 | 蟻と虚れる警部           | 猪又憲吾            | 藤田明二   | 曾我廼家明蝶     | 4.3%   |
| 第9話                                                    | 1978年12月08日 | 警部とピアノ殺人楽章     | 鴨井達比古          | 小田切成明 | 宝田明           | 6.9%   |
| 第10話                                                   | 1978年12月15日 | バベルの塔を崩す警部     | 加茂浩治            | 井上昭     | 中丸忠雄         | 9.4%   |
| 第11話                                                   | 1978年12月22日 | シューベルトを聴く警部   | 菅田順              | 福本義人   | 葉山良二         | 7.5%   |
| 第12話                                                   | 1978年12月29日 | 警部と華道殺人事件       | 猪又憲吾            | 藤田明二   | 田村亮           | 8.6%   |
| 第13話                                                   | 1979年1月05日  | 口紅をぬる警部           | 鴨井達比古 朝倉千筆 | 福本義人   | 長谷川哲夫       | 8.3%   |
| 第14話                                                   | 1979年1月12日  | 警部、罠を掛ける         | 猪又憲吾            | 小野田嘉幹 | 風吹ジュン       | 7.8%   |
| 第15話                                                   | 1979年1月19日  | 警部と死のテニスボール   | 鴨井達比古          | 藤田明二   | 伊吹吾郎         | 7.5%   |
| 第16話                                                   | 1979年1月26日  | 警部とミッドナイトクラブ | 尾中洋一            | 福本義人   | 速水亮           | 5.5%   |
| 第17話                                                   | 1979年2月2日   | 警部と死の同窓会         | 菅田順              | 高橋繁男   | 青木義朗         | 7.0%   |
| 第18話                                                   | 1979年2月9日   | 警部とフォラオの呪い     | 尾中洋一            | 藤田明二   | 柳生博           | 6.3%   |
| 第19話                                                   | 1979年2月16日  | 警部と能を舞う女         | 辻景子              | 福本義人   | 丘さとみ         | 8.2%   |
| 第20話                                                   | 1979年2月23日  | 警部とカメオ殺人事件     | 鴨井達比古          | 井上昭     | 宇津宮雅代       | 5.4%   |
| 第21話                                                   | 1979年3月2日   | 警部と殺人カード         | 猪又憲吾 名倉勲     | 藤田明二   | 宮口精二         | 6.2%   |
| 最終回                                                   | 1979年3月9日   | 銃口の前に立つ警部       | 鴨井達比古          | 福本義人   | 山内明           | 7.0%   |
| 平均視聴率7.0%（視聴率は関東地区・ビデオリサーチ社調べ） |                |                          |                     |            |                  |        |